# Petr Šnapka
Petr Šnapka (* 1943 v Ostravě) je český ekonom a vysokoškolský pedagog.
V roce 1967 vystudoval obor Ekonomika a organizace v hornictví na Hornicko-geologické fakultě, VŠB - Technické univerzitě v Ostravě. V roce 1972 se stal kandidátem ekonomických věd v oboru Průřezové a odvětvové ekonomiky, v roce 1978 byl jmenován docentem v oboru Ekonomika a řízení hornictví. V roce 1989 se stal doktorem technických věd (DrSc.) se zaměřením na modelování řídících procesů a v roce 1990 byl jmenován profesorem v oboru Ekonomika a řízení hornictví. Všechny tyto stupně obhájil na Hornicko-geologické fakultě.
Dlouhodobě s přestávkami působil na VŠB-TU Ostrava. Od roku 1969 pracoval jako výzkumný pracovník a potom odborný asistent na katedře Ekonomika a řízení v hornictví. V letech 1986–1995 byl vedoucím této katedry a zasloužil se o její rozvoj a významnou spolupráci s praxí. Od roku 1999 působí jako profesor na Ekonomické fakultě, VŠB - Technické univerzitě v Ostravě, katedře managementu, kde je významnou osobností rozvoje oboru. V letech 2000–2005 byl ředitelem Institutu doktorských a manažerských studií. Dlouhodobě je garantem doktorského studijního oboru Podniková ekonomika a management na Ekonomické fakultě.
Dále působil jak v akademické, tak i podnikové sféře a propojoval a přenášel poznatky vzájemně mezi těmito oblastmi. Pracoval jako programátor analytik v OKD, Závod výpočetní technika, náměstek ředitele pro ekonomiku Důl Hlubina (1977–1979), náměstek pro ekonomiku OKD, a.s. Zásobování o.z. Ostrava (1996–1999), vykonával také funkci předsedy dozorčí rady OKD, a.s. (1994–1996) a působil jako předseda nebo člen představenstva investičních fondů.
Ve své odbornosti se zabývá zejména problematikou manažerských metod a rozhodování, ekonomické teorie s aplikací na podnikovou ekonomiku, modelováním ekonomických procesů a systémů, simulačního modelování, teorií rizik a řízení složitých systémů.
Byl řešitelem více než 80 výzkumných projektů. Bohatá je jeho bohatá expertní činnost v důlním průmyslu a průmyslu kraje. Rozsáhlá je také jeho publikační činnost, je autorem čtyř vědeckých monografií, čtyř vysokoškolských učebnic a řady učebních textů a vědeckých článků jak v tuzemsku, tak i v zahraničí.